# 9109 Yukomotizuki
9109 Yukomotizuki eller 1997 AH7 är en asteroid i huvudbältet som upptäcktes den 9 januari 1997 av den japanska astronomen Takao Kobayashi vid Ōizumi-observatoriet. Den är uppkallad efter Yuko Motizuki.
Den tillhör asteroidgruppen Vesta.